# Dots and Loops
Dots and Loops es un álbum de estudio de la banda franco-inglesa de rock Stereolab. El álbum fue editado en el año 1997 y cuenta con la colaboración de John McEntire (de Tortoise) como productor y con la participación de Jan St. Werner del dúo alemán Mouse on Mars en varios tracks (al igual que el exmiembro del grupo y miembro de High Llamas Sean O'Hagan). Fue el primer álbum de Stereolab en entrar en las listas de Billboard, llegando al puesto #111.
El álbum se destaca por presentar un estilo más complejo que los anteriores del grupo, con elementos de bossa nova y funk, con mayor énfasis en las influencias de lounge e easy-listening de la banda.
El nombre de la primera canción, "Brakhage", es una referencia al director de cine experimental Stan Brakhage.

## Recepción crítica
La crítica especializada recibió a Dots and Loops positivamente. Según Stephen Thomas Erlewine de la Allmusic, Dots and Loops es, en muchos aspectos, "el mayor logro musical de Stereolab hasta la fecha". Según la revisión del diario alemán Die Zeit, en Dots and Loops el grupo cambia los riffs inspirados por The Velvet Underground por "sonidos más suaves". Para el crítico Joshua Klein, Dots and Loops es "más abstracto y cinemático que su predecesor", contiene una menor presencia de guitarras, y suena "como lo que pasaría si a Burt Bacharach se le encargara la banda sonora del aterrizaje en Marte, solo para que la señal fuese mezclada por la interferencia de transmisiones de radio rebotando por el espacio".

## Lista de temas
Todas las canciones fueron escritas por Laetitia Sadier y Tim Gane, salvo "Refractions in the Plastic Pulse" (Gane/Ramsay/Sadier).
1. "Brakhage" – 5:30
2. "Miss Modular" – 4:29
3. "The Flower Called Nowhere" – 4:55
4. "Diagonals" – 5:15
5. "Prisoner of Mars" – 4:03
6. "Rainbo Conversation" – 4:46
7. "Refractions in the Plastic Pulse" – 17:32
8. "Parsec" – 5:34
9. "Ticker-tape of the Unconscious" – 4:45
10. "Contronatura" – 9:03